# Asa N.º 73 da RAAF
A Asa N.º 73 foi uma formação da Real Força Aérea Australiana (RAAF) durante a Segunda Guerra Mundial. Formada em Fevereiro de 1943 em Port Moresby, na Papua-Nova Guiné, como parte do Grupo Operacional N.º 9, inicialmente era composta por três esquadrões de ataque equipados com aviões CAC Wirraway, Douglas Boston e Bristol Beaufighter, que participaram na campanha da Nova Guiné até meio do ano de 1943; posteriormente, foi re-organizado com três esquadrões de combate aéreo equipados com aviões P-40 Kittyhawk e Supermarine Spitfire. Com esta nova frota de aeronaves, a asa prestou serviço na Nova Bretanha e na Campanha das Ilhas do Almirantado entre 1943 e 1944. Em Agosto de 1944 a asa foi dissolvida em Los Negros, e no início de 1945 os seus esquadrões foram absorvidos por outras asas da RAAF subordinas ao Grupo Operacional N.º 10 (mais tarde Primeira Força Aérea Táctica Australiana).

## História

### Campanha da Nova Guiné

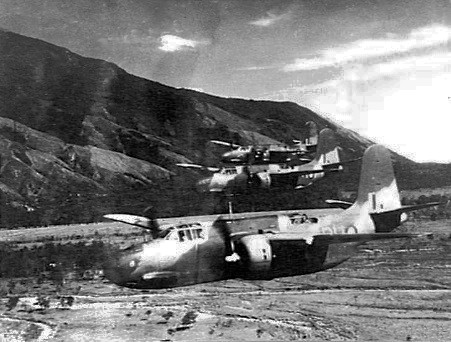
Aviões Boston do Esquadrão N.º 22 a voar na Nova Guiné, em 1943

Formada em Fevereiro de 1943, a Asa N.º 73 era composta pelo Esquadrão N.º 4, pelo Esquadrão N.º 22 e pelo Esquadrão N.º 30, que operavam aviões CAC Wirraway, Douglas Boston e Bristol Beaufighter, respectivamente. Com base em Port Moresby, na Papua-Nova Guiné, a asa era controlada pelo Grupo Operacional N.º 9, a principal unidade de combate da RAAF na Área do Sudoeste do Pacífico, cujo propósito era o de agir como uma força móvel de ataque em apoio às tropas aliadas em avanço.
Em Março de 1943, as unidades da Asa N.º 73 participaram na Batalha do Mar de Bismarck, "a batalha aérea decisiva" na Área do Sudoeste do Pacífico segundo o General Douglas MacArthur, que resultou na destruição e afundamento de doze navios do Império do Japão. Durante esta batalha, alguns dos aviões Boston do Esquadrão N.º 22 atacaram o aeródromo japonês em Lae para prevenir que os caças japoneses descolassem para interceptar os bombardeiros aliados, enquanto outros participaram no ataque contra os navios japoneses; os Beaufighter do Esquadrão N.º 30 lançaram ataques a baixa altitude contra os navios japoneses para suprimir o fogo antiaéreo antes que os bombardeiros B-25 Mitchell das Forças Aéreas do Exército dos Estados Unidos chegassem. O Tenente de voo Bill Newton, um dos pilotos do Boston que atacaram o aeródromo em Lae, foi condecorado postumamente com a Cruz Vitória por, mais tarde, realizar uma série de missões de bombardeamento contra Salamaua, apesar dos danos severos aos quais a sua aeronave havia sido submetida.

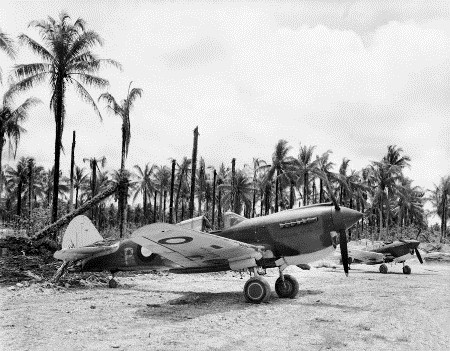
Caças P-40 Kittyhawk em Los Negros, em 1944

Havendo sido já comandada pelo Comandante de asa Blake Pelly, em Junho de 1943 a Asa N.º 73 estava a ser comandada pelo Capitão de grupo Ian McLachlan. Nesse mês, McLachlan estabeleceu o seu quartel-general na Ilha Goodenough, onde a asa foi re-organizada como uma formação de caças consistindo no Esquadrão N.º 76, que pilotava caças P-40 Kittyhawk, no Esquadrão N.º 77, que também pilotava aviões Kittyhawk e no Esquadrão N.º 79, equipado com caças Supermarine Spitfire. Além de providenciar defesa aérea a nível local e escolta a bombardeiros australianos, os Kittyhawk estavam armados com bombas incendiárias e multiúso para que pudessem tirar o maior proveito quando participassem em missões de ataque ar-terra, uma prática que já havia sido implementada pelas forças da Commonwealth nos teatros de guerra do Médio Oriente e do Mediterrâneo.
Em Agosto de 1943, a asa foi transferida para Kiriwina, enquanto a outra formação de combate do Grupo N.º 9, a Asa N.º 71, tomou a responsabilidade pela Ilha Goodenough. Atrasos nos transportes aéreos fizeram com que o Esquadrão N.º 77 permanecesse em Goodenough, contudo, o seu lugar na Asa N.º 73 foi ocupado pelo Esquadrão N.º 78, que havia chegado da Austrália em Novembro e também estava equipado com aviões Kittyhawk.

### Campanhas da Nova Guiné e das Ilhas do Almirantado

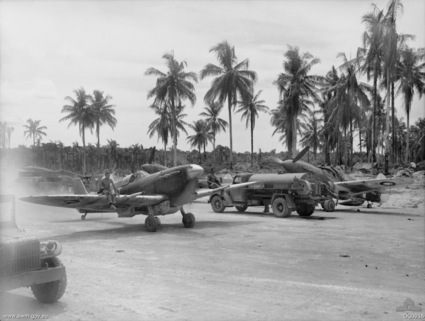
Caças Spitfire do Esquadrão N.º 79 e respectivas tripulações de terra em Los Negros, em 1944

Em Outubro de 1943 o Comandante de asa Gordon Steege assumiu o comando da Asa N.º 73. Pouca actividade ofensiva por parte dos japoneses significava que os Spitfire do Esquadrão N.º 79 combatiam poucas vezes enquanto, em contraste, os P-40 da asa com a sua capacidade de ataque ar-terra estavam totalmente empenhados em missões. Como parte do agrupamento de forças para a batalha de Arawe em Dezembro, os Kittyhawk lançaram uma série de ataques no aeródromo de Gasmata e respectivos depósitos de combustível; no dia em que os aliados aterraram, os Kittyhawk do Esquadrão N.º 76 patrulharam as praias e os Spitfire permaneceram em Kiriwina caso houvesse alguma contra-ofensiva por parte dos japoneses; no final, os japoneses não fizeram qualquer tentativa. Em Janeiro de 1944, os caças da asa acompanharam bombardeiros Beaufort nos dois maiores ataques que a RAAF já havia realizado até então, cada um envolvendo cerca de 70 aeronaves cuja missão era atacar posições e depósitos do inimigo em Lindenhafen, na Nova Bretanha.
Como parte da contribuição do Grupo N.º 9 na Campanha das Ilhas do Almirantado, a Asa N.º 73 posicionou-se em Los Negros a partir de Março de 1944. A sua força de combate consistia novamente nos esquadrões 76, 77 e 79, apoiados pela Unidade de Base Operacional N.º 49, pelo Sector Móvel de Caças N.º 114, entre outras unidades menores, totalizando uma força de efectivos de aproximadamente 900 elementos. A principal missão dos caças era o de providenciar um escudo aéreo para as embarcações aliadas; eles também realizaram escolta a bombardeiros, ataque ar-terra e missões antinavio na região. A meio de Abril, a asa escoltou a maior formação de navios (até à data) alguma vez enviada pelos aliados para o Sudoeste do Pacífico, uma força composta por 80 navios que transportavam 30 mil passageiros de Finschhafen para Aitape. Tendo completado a sua missão nas Ilhas do Almirantado em Junho, a Asa N.º 73 foi dissolvida em Los Negros no dia 29 de Agosto de 1944. As suas unidades de combate foram, eventualmente, todas transferidas para outras formações do Grupo Operacional N.º 10 (mais tarde a Primeira Força Aérea Táctica Australiana). Os esquadrões 76 e 77 juntaram-se a outra unidade de aviões Kittyhawk, o Esquadrão N.º 82, na Asa N.º 81 em Noemfoor, sob o comando de Steege, enquanto o Esquadrão N.º 79 foi enviado de volta para Darwin em Novembro, para ser re-equipado com caças Supermarine Spitfire antes de se juntar à Asa N.º 80 e regressar ao teatro de operações do pacífico em Morotai, em Março de 1945.